# Shiva Baby
Pour plus de détails, voir Fiche technique et Distribution.
Shiva Baby est une comédie dramatique américaine écrite et réalisée par Emma Seligman et sortie en 2020.
Le film est l'histoire de Danielle, une jeune femme juive et bisexuelle qui assiste à une shiv'ah avec sa famille, au cours de laquelle elle rencontre son ex-petite amie Maya, son sugar daddy Max ainsi que sa femme Kim et leur nouveau-né. Dans un cadre spatio-temporel réduit, Danielle explore ses projets romantiques et professionnels sous le regard intense de sa famille, ses amis et ses voisins.
Adapté du court-métrage éponyme de la même réalisatrice, le film est présenté en avant-première au festival en ligne South by Southwest de 2020 à cause de la pandémie de Covid-19, puis au Festival international du film de Toronto de 2020. Il sort le 2 avril 2021 dans les salles de cinéma et sur les services de streaming.
Le film reçoit des critiques positives, notamment sur son accessibilité et sa représentation de la bisexualité, du judaïsme et de l'anxiété, mais aussi sur son scénario et sa bande originale.

## Synopsis
Danielle, une étudiante, a des relations sexuelles avec Max, son sugar daddy, avant de se rendre à une shiv'ah avec Joel et Debbie, ses parents. Avant la cérémonie, qui se déroule chez Sheila, la tante de Danielle, la mère de la jeune fille rappelle à cette dernière comment répondre aux questions sur sa vie. Une fois la famille arrivée, des membres de la communauté de ses parents comparent Danielle à Maya, son ancienne petite amie, qui est adorée de la communauté et qui s'apprête à aller en école de droit. Max, un ancien collègue de Joel, arrive et Debbie insiste pour le faire rencontrer à Danielle en espérant qu'il l'engage dans son entreprise. Ils ont un échange gênant au cours duquel Danielle apprend que Max est marié.
Submergée par ses voisins insistants, Danielle est encore plus affectée par l'arrivée de Kim, la femme de Max, au premier abord parfaite mais qui n'est pas juive, avec Rose, leur nouveau-né. Danielle déchire accidentellement son collant et va dans la salle de bains, où elle prend une photo dénudée et l'envoie à Max. Elle est interrompue et oublie son téléphone portable dans la salle de bains. Incapable de fuir Max et sa famille, elle se porte volontaire pour nettoyer le vomi du nouveau-né dans une pièce adjacente afin d'éviter la cérémonie. Maya vient l'aider et lui dit qu'elle a remarqué que Danielle n'avait de cesse de regarder Max. Elle pense qu'elle regardait intensivement Kim, mais Danielle contredit tous les arguments de son amie.
Danielle et Kim finissent par se rencontrer. Kim est intéressée par la conversation et semble vouloir embaucher Danielle en tant que baby-sitter, mais Danielle, jalouse, refuse l'offre. Danielle apprend que Kim est la principale source de revenus de sa famille et qu'elle paye donc indirectement les dépenses de Max pour elle. Kim commence à avoir des soupçons sur leur relation quand elle voit que Danielle porte le même bracelet que celui que Max lui a offert. Après un accident au cours duquel Max renverse du café sur Danielle, cette dernière a des discussions à cœur ouvert avec Maya et sa mère. Une fois dans la salle de bains, Max la rejoint. Danielle lui offre une fellation mais Max refuse et quitte la pièce. Énervée, Danielle sort de la maison et retrouve Maya. Les deux filles admettent qu'elles se manquent mutuellement et s'embrassent passionnément. Maya est heureuse mais découvre le téléphone de Danielle dans la salle de bains et lit ses discussions avec Max ; furieuse, elle en parle à Danielle sans lui révéler l'emplacement de son téléphone.
Après d'autres discussions sur ses projets professionnels avec Max et Kim, Danielle retrouve les invités pour le kaddish. Max suit Danielle dans la cuisine et ils parlent de la fin de leur relation. Kim arrive et dit à Max qu'ils devraient rentrer chez eux. Quelques instants après, Kim rend à Danielle son téléphone et la force à tenir Rose sous prétexte de l'aider à lui donner à manger. Danielle tente de refuser pendant que Max et Kim se disputent, et Danielle brise un vase. Elle tente de nettoyer les débris et s'effondre devant les invités, réconfortée par Maya et sa mère. La famille de Danielle finit par trouver une excuse pour partir de la cérémonie, et Maya et Danielle ont une discussion à l'extérieur. Joel finit par persuader tout le monde de rentrer dans son van pendant qu'ils cherchent ses clefs. Sous les cris incessants du bébé de Max et Kim, Maya et Danielle se prennent la main et se sourient.

## Mise en scène
La mise en scène joue un rôle crucial en recentrant l’ensemble du récit dans les limites d’une seule maison, créant ainsi efficacement une atmosphère claustrophobie qui intensifie le déroulement des événements. La décision de se concentrer exclusivement sur un lieu pendant toute la durée du film constitue une stratégie narrative délibérée, capturant l’intensité du rituel de deuil. L’attention méticuleuse de Emma Seligman aux détails se manifeste dans le choix d’une maison aux intérieurs en bois sombre et aux fenêtres en vitrail, rappelant l’esthétique de Yentl, faisant référence à un autre film classique queer juif. Ces éléments contribuent non seulement à l’attrait visuel, mais servent également de composantes essentielles pour illustrer la psychologie des personnages durant les moments de forte intensité émotionnelle. L’inclusion délibérée d’une bande sonore de films à suspense et l’utilisation de gros plans renforcent le sentiment d’enfermement, amplifiant efficacement les expériences anxieuses de Danielle. Le montage, où les blagues sont interrompues avant leur conclusion est accentuée par une bande sonore de fond intense et tendue. En comprimant la tension émotionnelle en une seule journée dans un lieu, Shiva Baby explore les dynamiques complexes des relations familiales et personnelles.

## Thèmes

### Anxiété
Seligman, qui a lancé le projet en tant qu’étudiante à l’Université de New York, a projeté ses angoisses dans le scénario alors qu’elle luttait avec la transition imminente du monde académique à l’âge adulte. L’anxiété émerge comme un thème omniprésent tout au long du film, reflétant les propres expériences de Emma Seligman en tant que jeune femme queer naviguant entre les attentes sociales et ses désirs conflictuels. La représentation des insécurités et des pressions à se conformer dont souffre Danielle vise à résonner avec les jeunes femmes, leur offrant un sentiment de validation et de compréhension. Les réprimandes des parents, les questionnements de ces connaissances sur son avenir et les comparaisons constantes avec son ex-petite amie Maya, qui semble exceller dans ses études et avoir un futur traditionnel planifié, contribuent tous à amplifier l’angoisse de Danielle face à son propre avenir qui semble hors de son contrôle.
Alors que Emma Seligman est passée d’une réalisatrice étudiante à une réalisatrice professionnelle, elle a acquis une nouvelle perspective sur le personnage principal, Danielle. Shiva Baby devient un chapitre dans la vie de Emma Seligman. Elle souhaitait que l’objectif du film soit de se connecter avec les jeunes femmes et d’adresser les angoisses ressenties par leur génération. Shiva Baby n’est pas seulement une comédie sur le passage à l’âge adulte, mais une exploration nuancée des intersections de la vie et de l’identité, ainsi que de l’anxiété qui accompagne le changement.

### Transformation
Le film entrelace l’implication émotionnelle du rituel d’une shi’va, une réunion juive post-funérailles, avec le dévoilement de la double-vie de Danielle, ajoutant ainsi des niveaux à la narration. Alors que la shi’va sert de toile de fond à différentes révélations, le thème de la naissance et de la renaissance émerge subtilement par le développement émotionnel des personnages.
L’échec de Dani de correspondre à l’idéal de ses parents traditionnels, est souligné à le Shiva lorsque nous voyons son ex-petite amie, Maya, glorifier comme étudiante en droit répondant à l’idéal de ses parents juifs. Cependant, celle-ci est aussi capable de se confondre à l’idéal judéo-chrétien américain avec ses cheveux parfaitement lisses et un style impeccable, typiquement préférer, alors que Danielle devient de plus en plus échevelée et loin de cet idéal. Danielle doit encore trouver une carrière pour elle-même, et n’a donc pas encore consolidé son statut d’adulte aux yeux de sa communauté puisqu'elle n’a pas vraiment planifié son avenir, et dépend encore de ses parents. Plus tard dans le film, interrogé par Kim sur ses relations, son père commence à parler de sa vie amoureuse ratée. Il est intéressant de souligner qu’après son arrivée à la shi’va, la mère de Danielle la met en garde contre toute « Funny Buisness », ce que nous apprenons être un code sa relation queer avec Maya. Pour ses parents, la relation précédente de Danielle avec Maya était acceptable au lycée, un truc de jeunesse comme ses études en genre. Le père de Danielle implore ensuite les invités à proximité de chanter une chanson qu’ils chantaient à Danielle quand elle était bébé. Danielle se sent infantilisée et imagine anxieusement Kim chantant en chœur, exhibant sa relation avec Max (et involontairement son indépendance financière).
Le Shiva représente alors pour Danielle une transition émotionnelle, alors qu’elle décide si elle veut poursuivre des études en droit ou poursuivre son activité de sugar baby, ainsi que si elle veut se conformer aux attentes de ses parents en matière de sexualité ou entamer une véritable relation avec Maya. Le film culmine dans une scène avec Max qui pousse Danielle à renverser accidentellement un vase et quelques livres sacrés par terre. Danielle tente de nettoyer le désordre en effectuant une prière, mais s’effondre en larmes au sol. Cette scène représente une purification et une renaissance de Danielle alors qu’elle s’accepte avec ses imperfections. Cette anxiété persistante chez Danielle provient du doute quant à sa capacité à concrétiser les changements qu’elle souhaite apporter dans sa vie. Elle est montrée, avançant dans la dernière scène, dans la voiture, en choisissant de tenir la main de Maya tout en conduisant avec Max et sa famille.

### Libération Sexuelle
L'exploration de la libération sexuelle est incarnée par Danielle, une étudiante en arts errante, et sa relation non conventionnelle en tant que sugar baby avec un homme plus âgé nommé Max, qui apparaît avec sa femme et son enfant lors d'une réunion familiale, causant un grand stress à Danielle.
Le film explore le travail sexuel comme moyen de tester les dynamiques de pouvoir et les rôles de genre dans une relation. Au début, Danielle se perçoit comme ayant un contrôle total de la situation, fournissant à Max de fausses informations sur ses études et sa vie. Tout ceci est renversé par l'intrusion de Max à la cérémonie du Shiva. Sennott note sur cette expérience qu'il s'agit d'une situation durant laquelle : « ... you think you have all this power over a guy, and you feel in control because of your sexuality, and then it kind of flips », en faisant référence à  son appréciation de Danielle en tant que personnage. Seligman explore les implications de la forme de «féminisme transactionnel», où le pouvoir sexuel est utilisé pour diverses raisons, y compris l'obtention d'indépendance financière. Danielle rejette ouvertement le féminisme d'entreprise de la femme de Max, Kim : «I don't really wanna be, like, a 'girl boss' ...» représentant l'exploration de la place de Danielle dans cette nouvelle dynamique de pouvoir. Le film évite soigneusement de stigmatiser le travail sexuel, adoptant un angle autre que la victimisation, tout en examinant les conséquences complexes des choix de Danielle.
Les répercussions de sa libération perçue sur ceux qui lui sont proches alimentent le principal conflit du film, alors qu'elle commence à se comporter de manière hérétique en raison de la culpabilité qu'elle ressent à propos de sa situation. Tout en faisant face à la culpabilité et à la peur d'être découverte, Danielle utilise son pouvoir de séduction pour s'en prendre cruellement à son entourage. Un exemple notable est lorsque confronté par la présence de Kim, dont Danielle a appris être la principale pourvoyeuse financière de sa liaison avec Max, elle se retire dans la salle de bains où elle propose à Max une fellation, qu'il refuse, la frustrant grandement.

## Fiche technique
Sauf indication contraire, les informations mentionnées dans cette section peuvent être confirmées par la base de données cinématographiques IMDb,  présente dans la section « Liens externes ».
- Titre : Shiva Baby
- Réalisation : Emma Seligman
- Scénario : Emma Seligman, d'après le court-métrage éponyme
- Production : Kieran Altmann, Katie Schiller, Lizzie Shapiro
- Société de production : Dimbo Pictures, It Doesn't Suck Productions, Bad Mensch Productions, Thick Media, Neon Heart Productions
- Société de distribution : Utopia (États-Unis), Pacific Northwest Pictures (Canada), MUBI (Monde)
- Musique : Ariel Marx
- Photographie : Maria Rusche
- Montage : Hanna A. Park
- Décors : Cheyenne Ford
- Costumes : Michelle Li
- Budget : 225 000 $
- Pays d'origine :  États-Unis
- Langue : Anglais
- Genre : Comédie dramatique
- Durée : 78 minutes
- Format : Couleurs - 2,35:1 - DTS - 35 mm
- Dates de sortie :
  -  États-Unis : avril 2020 (première mondiale au festival South by Southwest), 2 avril 2021 (sortie nationale)
  -  Canada : septembre 2020 (festival de Toronto)
  -  Monde : 11 juin 2021

## Distribution
- Rachel Sennott : Danielle
- Molly Gordon : Maya
- Danny Deferrari : Max
- Polly Draper : Debbie
- Fred Melamed : Joel
- Dianna Agron : Kim Beckett
- Jackie Hoffman : Susan
- Cilda Shaur : Sheila
- Glynis Bell : Katherine
- Sondra James : Maureen
- Deborah Offner : Ellie
- Vivien Landau : Roz
- Ariel Eliaz : Rabbi